# Pochwacie
Pochwacie – część miasta Jastrzębie-Zdrój, w granicach osiedla samorządowego Jastrzębie Górne i Dolne. Jest położona na północ od dzielnicy Jastrzębie Górne. Przez Pochwacie przechodzą małe uliczki oraz trochę większa ul. Szybowa. Najbliższe sklepy, parafia i szkoły znajdują się na osiedlu Przyjaźń.

## Historia
Pochwacie powstało w 1700 roku z podziału posiadłości Wawrzyńca Guznara. Pierwszym gospodarzem Pochwacia był Michał Pochwat - stąd wzięła się prawdopodobnie nazwa. Na przełomie XVII i XVIII w. powstał ty dwór, a w 1727 został wymieniony tu folwark.
Do 1809 r. wchodziło w skład Wodzisławskiego Państwa Stanowego.